# The Tornados
The Tornados su engleska instrumentalna pop grupa, koja je djelovala ranih 1960. To je bio prvi britanski elektronski sastav koji je se popeo na vrh (top ten) prodaje singl ploča u Sjedinjenim američkim državama, s hitom Telstar, i tako postao preteča onog što danas povjesničari pop glazbe zovu - Britanska invazija (The British Invasion).

## Povijest grupe
Grupa je osnovana na inicijativu poznatog britanskog producenta Joe Meeka kao prateća instrumentalna grupa sve većem broju engleskih pjevača koji su snimali u njegovu nezavisnom londonskom studiju. Nakon oglasa u časopisu Melody Maker, Meek je uspio okupiti grupu vrsnih studijskih glazbenika, koji su pratili mnoge tadašnje britanske pop zvijezde. Nakon planetarnog uspjeha Shadowsa, s novim zvukom električnih gitara, Meek je odlučio od Tornadosa napraviti jednako uspješnu grupu. Iz sastava su izbačena dva saksofona, a u grupu je ušao novi instrument - klaviolina (jedna vrsta mono električnog klavira s naglašenim violinskim zvukom). Nakon relativne instrumentalne uspješnice Love and Fury (izdane u Travnju 1962.), uslijedio je hit - Telstar (kolovoz 1962.). Pjesma je bila inspirirana uspješnim lansiranjem američkog telekomunikacijskog satelita - Telstar, pravog čuda tehnike onog vremena, i prvim pravim uspjehom američke svemirske industrije, jer je u to doba SSSR bio vodeći u toj tehnologiji. Pjesma se odmah popela na vrh popularnosti u Britaniji (nije se skidala s vrha 23 tjedna), a ubrzo je postala #1 i u Americi. Na taj način su Tornadosi utrli put Beatlesima, koji su tek nakon više od godinu dana uspjeli ponoviti uspjeh Tornadosa. Britanska glazba u to doba nije imala neki odjek u Americi, do Telstara, samo su tri engleske pjesme postale broj 1 hit u SAD-u. Nakon uspjeha Telstara grupa više nikad nije imala ni jedan tako uspješan broj. 1963. godine grupu je napustio Heinz Burt, a nakon njega uslijedili su odlasci ostalih. Grupa se raspala 1965. godine, kada u njoj više nije ostao ni jedan član iz originalne postave. Kasnije su noviji članovi osnovali grupe The New Tornados '66 i  The New Tornados'71.

## Članovi grupe
- George Bellamy, ritam gitara - (Sunderland, UK, 8. listopada, 1941.).
- Heinz Burt, bas-gitara - (rođen kao Heinz Henry Georg Schwartze, Detmold, Njemačka, 24. srpnja 1942. - Weston, Hampshire, UK, 7. travnja 2000.)
- Alan Caddy, solo gitara - (rođen 2. veljače, 1940., u Chelseaju, London; umro 16. Kolovoza, 2000.).
- Clem Cattini, bubnjevi - (rođen kao Clemente Anselmo Cattini, 28. kolovoza, 1938., u Londonu, Velika Britanija).
- Roger LaVern, klavijature - (rođen kao Roger LaVern Jackson, 11. studenog, 1938., Kidderminster, Worcestershire,Velika Britanija ).
- Ray Randall, bas-gitara,  ušao u grupu umjesto Heinza (1963. – 1966.)
- Stuart Taylor, solo gitara ( London, 23. listopada, 1944. – 18. travnja 2005.).
- Tab Martin, bas-gitara, - (rođen kao Alan Raymond Brearley, 24. studenog, 1944.,  Newcastle, Velika Britanija).
- Brian Gregg, bas-gitara, - (rođen 31. siječnja, 1939., London).
- Dave Harvey, bas-gitara,
- Phil Webb
- Jimmy O'Brien
- Bryan Irwin
- Norman Hale, klavijature u prvoj uspješnici grupe -  "Love and Fury".
- Roger Warwick, tenor saksofonist (skladbe "Early Bird" i "Stomping Thru the Rye")

- članovi grupe: The New Tornados(1966.); John Davies, Robb Huxley, Pete Holder, Dave Watts, Roger Holder.
- grupa: The New Tornados (1971.); ( grupu su osnovali Heinz Burt iz originalnih Tornadosa i Ritchie Halea iz poznijih postava grupe.

## Diskografija

### Singlice
- Love and Fury (Meek) / Popeye Twist (Cattini) (Decca F11449, 1962.)
- Telstar (Meek) / Jungle Fever (Goddard) (Decca F11494, 1962.) - UK i Amerika #1 na top ljestvicama.
- Globetrotter (Meek) / Locomotion With Me (Decca F11562, 1963.) - UK, #5
- Robot (Meek) / Life On Venus (Meek) (Decca F11606, 1963.) - UK, #19
- The Ice Cream Man (Meek) / Scales Of Justice (Theme) (Decca F11662, 1963.) - UK, #21
- Dragonfly / Hymn For Teenagers (Meek) (Decca F11745, 1963.) - UK, #41
- Exodus / Blackpool Rock (Cattini) (Decca F11946, 1964.) - UK, #41
- Granada / Ragunboneman (Meek) (Columbia DB7455, 1965.)

### EP
- The Sounds Of The Tornados (Decca DFE 8510, 1962.) Ridin The Wind, Earthy, Dreamin On A Cloud, Red Roses And A Sky Of Blue
- Telstar (Decca DFE 8511, 1962.) Love and Fury, Popeye Twist, Telstar, Jungle Fever
- More Sounds From The Tornados (Decca DFE 8521, 1962.) Chasing Moonbeams, Theme From A Summer Place, Swinging Beefeater, The Breeze And I
- Tornado Rock (Decca DFE 8533, 1963.) Ready Teddy, My Babe, Blue Moon of Kentucky, Long Tall Sally

### Albumi
- The Original Telstar: The Sounds of the Tornadoes (1962.)
- Away From It All (Decca LK4552, 1964.)

## Vanjske poveznice
- Tornados i Clem Cattini, informacijski centar Toma Hammonda
- Životopis grupe
- Billy Fury i njegove prateće grupe[neaktivna poveznica]
- Muzički vodič
- The Tornados
- video izvedba skladbe "Robot" sa youtubea